# Defenders FC
Der Defenders Football Club, kurz Defenders FC, ist ein sri-lankischer Fußballverein aus Homagama im Distrikt Colombo. Bis zum Jahr 2018 trug der Klub den Namen Sri Lanka Army FC. Bisland konnte die Mannschaft zwei Mal die nationale Meisterschaft gewinnen.

## Geschichte

### Liga
In der höchsten Liga des Fußballverbands von Sri Lanka, der Champions League, die seit dem Jahr 1985 ausgespielt wird, erreichte die Mannschaft das erste Mal in der Saison 2008/09 die nationale Meisterschaft. Damit qualifizierte sich der Klub für den AFC President’s Cup 2009. Dort wurde die Mannschaft zusammen mit dem FC Aşgabat aus Turkmenistan und Abahani Ltd. Dhaka aus Bangladesch zusammen in die Gruppe B gelost. Beide Spiele gegen die Mannschaften verlor der Verein jedoch, womit am kein einziger Punkt erzielt werden konnte. In den nächsten Saisons spielte der Klub zumeist oben mit, verpasste jedoch oft nur knapp die Meisterschaft oder schied in den Play-offs verfrüht aus. Trotzdem durfte die Mannschaft als Zweitplatzierter am President’s Cup 2013 teilnehmen. In der Gruppenphase wurde die Mannschaft der Gruppe C zugeteilt. Erneut verlor das Team aber alle Spiele und kehrte mit einem Torverhältnis von 0:21 nach Hause zurück.
Nach einer eher mittelprächtigen Saison 2017/18, in der die Mannschaft mit 22 Punkten auf dem neunten Platz landete, gelang direkt nach der Umbenennung des Klubs mit 34 Punkten die Meisterschaft in der Spielzeit 2018/19. Durch den Meistertitel durfte die Mannschaft an der ersten Qualifikationsrunde des AFC Cups 2020 teilnehmen. Dort traf das Team auf den Paro FC aus Bhutan. Nach einem 3:3 im Hin- und einem 2:2 im Rückspiel ging das gegnerische Team nach Anwendung der Auswärtstorregel als Sieger hervor.

### Pokal
Das erste Mal konnte der Klub den nationalen Pokal, im Jahr 1960 gewinnen. Damals noch unter dem Namen Ceylon FA Cup. Danach sollte es 51 Jahre dauern, bis es erneut für den Titelgewinn reichen sollte. Dem Titelgewinn im Jahr 2011 sollten in den kommenden Jahren zudem einige weitere folgen. Nach einem weiteren Gewinn in der Saison 2013/14 gelang es den Pokal von 2015 bis 2018 für sich zu behalten. Diese Serie wurde schließlich in der Saison 2019/20 vom Police SC aus Colombo gebrochen.

## Erfolge
- Meister der Sri Lanka Champions League: 2
  - 2008/09 und 2018/19
- Gewinner des Sri Lanka FA Cup: 6
  - 1960, 2011, 2013/14, 2015/16, 2016/17 und 2018